# Cyprès doré vietnamien
Cupressus vietnamensis
Pour les articles homonymes, voir Cyprès (homonymie).
Espèce
Classification phylogénétique
Statut de conservation UICN

 EN  : En danger
Le cyprès doré vietnamien (Cupressus vietnamensis) est une espèce d'arbre de la famille des Cupressaceae découvert au Viet Nam.
C'est un arbre originaire de la province de Hà Giang dans le Nord du Viet-Nam et étroitement apparenté au cyprès de Nootka. Il fut découvert en septembre 1999 par un groupe de trois botanistes vietnamiens et décrit en 2002 dans un nouveau genre, Xanthocyparis, sous le nom de Xanthocyparis vietnamensis. Le cyprès de Nootka a également été reclassé dans le nouveau genre (Farjon et al. 2002). Par la suite, en 2004, Little et al. ont signalé que précédemment un autre genre, Callitropsis, avait été attribué au cyprès de Nootka. Indépendamment quatre auteurs (Qiaoping Xiang et Jianhua Li [mai 2005], John Silba [juillet 2005], Keith Rushforth [2007]) ont versé le cyprès doré vietnamien dans le genre Cupressus auquel appartient aussi le Cyprès de Nootka. Un consensus s'est depuis dessiné dans ce sens.
Cet arbre présente la particularité d'avoir deux types de feuilles au stade adulte : des feuilles en écaille, et des feuilles en aiguille (forme souvent rencontrée sur diverses espèces de cyprès au stade juvénile).
C'est une espèce menacée et classée comme telle dans la liste rouge de l'Union internationale pour la conservation de la nature. L'arbre est rare et son aire de diffusion très restreinte (moins de 10 km²). La principale menace est l'exploitation par l'homme, l'arbre étant très recherché localement pour son bois brun jaune, dur et odorant.